# Йосиф Даскалов
Йосиф Попдимитров Даскалов е български революционер, деец на Вътрешната македоно-одринска революционна организация.

## Биография
Йосиф Даскалов е роден през 1868 година във видно българско семейство в Кратово, тогава в Османската империя. Баща му иконом поп Димитър Попйосифов е учител. В 1886 година завършва IV клас в Педагогическото училище в Кюстендил, Княжество България, и е назначен за учител в централното българско училище в Скопие. На следната 1887 година става български учител в родния си град.
В 1894 година се среща с Гоце Делчев в Лесновския манастир и Делчев го привлича към новооснованата ВМОРО. Даскалов ставапървия ръководител и организатор на Кратовския революционен район. Основава революционен комитет в Кратово, както и в кратовските села. Урежда оръжеен склад в Лесново.
При разкритията на Винишката афера от 1897 година Йосиф Даскалов е предупреден от Централния комитет на ВМОРО, но отказва да премине границата. Арестуван е и впоследствие малтретиран многократно, за да издаде съучастниците си. Подвежда турските власти, че ще им предаде архива на местния комитет и на път през града на 26 декември се хвърля от Радин мост в реката, но оцелява.
Христо Силянов описва случката така:
| „ | Отъ интелигентнитѣ хора най-трагично свърши учительтъ Йосифъ Даскаловъ, кратовски рѫководитель. Изтезаванъ най-безчовѣчно, горенъ съ нажежено желѣзо въ устата и въ anus-а, Даскаловъ се решава на единъ безумно дързъкъ подвигъ: завежда мѫчителя си на една Скалиста стръмнина, за да му посочи ужъ складирано орѫжие и се хвърля отъ тамъ въ пропастьта. Той искаше да завлѣче съ себе си и придружаващия го турчинъ, но не успѣ: самъ се струполи отгоре въ пропастьта, но за чудо, остана живъ. | “ |

Стефан Аврамов пише в „Героични времена“:
| „ | Осоговският мъченик Йосиф Даскалов премина като светъл лъч на обвера и примерно показа как требва да се бори и умира народния учител. Той е най-свидната рожба, която древният рударски град Кратово излъчи от своите стрехи. Това културно средище на българите през вековете на тъмното робство е откърмило редица свои синове, които със слово и меч са се борили против поробителя, но величавата фигура на Йосиф Даскалов за вечни времена ще свети като фар над Осогово. | “ |

Осъден е от съда в Скопие на доживотен затвор и заточен в Подрум кале. През юли 1902 година, след амнистия, се връща. и започва да преподава в Злетово ипродължава да се занимава с революционна дейност. Умира от кръвоизлив в Скопие в 1909 година, като се смята, че е отровен.
Кратовското благотворително братство в София носи името на Йосиф Даскалов.
На 15 януари 1943 година вдовицата му Катинка Даскалова подава молба за българска народна пенсия, която е одобрена и пенсията е отпусната от Министерския съвет на Царство България.